# خواطر 3
أذيع الجزء الثالث في رمضان 1428|2007 م، وحمل اسم (خواطر 3).

## قائمة الحلقات
| رقم الحلقة في البرنامج | رقم الحلقة في الموسم | عنوان الحلقة                | تاريخ البث لأوّل مرة            |
| ---------------------- | -------------------- | --------------------------- | ------------------------------ |
| 61                     | 1                    | «المقدمة»                   | 1 رمضان 1428 - 13 سبتمبر 2007  |
| 62                     | 2                    | «هُناك فرق»                  | 2 رمضان 1428 - 14 سبتمبر 2007  |
| 63                     | 3                    | «حبك يلهمنا»                | 3 رمضان 1428 - 15 سبتمبر 2007  |
| 64                     | 4                    | «نتانة»                     | 4 رمضان 1428 - 16 سبتمبر 2007  |
| 65                     | 5                    | «مخالفات»                   | 5 رمضان 1428 - 17 سبتمبر 2007  |
| 66                     | 6                    | «خزعبلات»                   | 6 رمضان 1428 - 18 سبمتبر 2007  |
| 67                     | 7                    | «النعمة المظلومة»           | 7 رمضان 1428 - 19 سبتمبر 2007  |
| 68                     | 8                    | «أحلى لغة»                  | 8 رمضان 1428 - 18 سبتمبر 2007  |
| 69                     | 9                    | «صُنع في»                    | 9 رمضان 1428 - 19 سبتمبر 2007  |
| 70                     | 10                   | «2030»                      | 10 رمضان 1428 - 20 سبتمبر 2007 |
| 71                     | 11                   | «أمتنا واحِدة هِلالُنا واحد»   | 11 رمضان 1428 - 21 سبتمبر 2007 |
| 72                     | 12                   | «نصب»                       | 12 رمضان 1428 - 22 سبتمبر 2007 |
| 73                     | 13                   | «تقاليد أم دين ؟»           | 13 رمضان 1428 - 23 سبتمبر 2007 |
| 74                     | 14                   | «كبّر عقلك»                  | 14 رمضان 1428 - 24 سبتمبر 2007 |
| 75                     | 15                   | «وأد القرن الحادي والعشرين» | 15 رمضان 1428 - 25 سبتمبر 2007 |
| 76                     | 16                   | «سوبر تربية»                | 16 رمضان 1428 - 26 سبتمبر 2007 |
| 77                     | 17                   | «أين إنسانيّة المسلم ؟»      | 17 رمضان 1428 - 27 سبتمبر 2007 |
| 78                     | 18                   | «بشر أم حيوانات ؟»          | 18 رمضان 1428 - 28 سبتمبر 2007 |
| 79                     | 19                   | «ذكور أم رجال ؟»            | 19 رمضان 1428 - 29 سبتمبر 2007 |
| 80                     | 20                   | «الوقت»                     | 20 رمضان 1428 - 30 سبتمبر 2007 |
| 81                     | 21                   | «لا تغتر»                   | 21 رمضان 1428 - 1 أكتوبر 2007  |
| 82                     | 22                   | «شُبهات حولَ الإسلام»         | 22 رمضان 1428 - 2 أكتوبر 2007  |
| 83                     | 23                   | «مبادرات شبابيّة»            | 23 رمضان 1428 - 3 أكتوبر 2007  |
| 84                     | 24                   | «لو كان بيننا»              | 24 رمضان 1428 - 4 أكتوبر 2007  |
| 85                     | 25                   | «قارئ اليوم قائد الغد»      | 25 رمضان 1428 - 5 أكتوبر 2007  |
| 86                     | 26                   | «لماذا خُلقت ؟»              | 26 رمضان 1428 - 6 أكتوبر 2007  |
| 87                     | 27                   | «إعلقها»                    | 27 رمضان 1428 - 7 أكتوبر 2007  |
| 88                     | 28                   | «شكراً»                      | 28 رمضان 1428 - 8 أكتوبر 2007  |
| 89                     | 29                   | «أحلى الخواطر»              | 29 رمضان 1428 - 9 أكتوبر 2007  |
| 90                     | 30                   | «هوليوود»                   | 30 رمضان 1428 - 10 أكتوبر 2007 |